# Guilhermina da Boêmia
Guglielma da Boêmia (Guilhermina, Guilhermita, Vilemína, Felícia ou Beatriz; Boêmia, c. 1210 - Milão, 24 de agosto de 1281) foi uma mística cristã que se estabeleceu em Milão, Itália, entre 1260 e 1271. Primeiramente ela foi honrada como santa, depois foi declarada herege e, postumamente (em 1300), junto com seus discípulos, os Guilhermitas, que nela viam uma reencarnação feminina do Espírito Santo, foram exterminados pela Inquisição católica. Seus seguidores foram mandados à fogueira, seu corpo exumado, foi queimado igualmente e seu túmulo em Chiaravalle (Milão) foi destruído.
Alguns pesquisadores veem os Guilhermitas, seus seguidores, como uma corrente feminista dentro do cristianismo. O nome mais recente com que são reconhecidos é de ‘’Guglielmistas milaneses’’, e que a maioria dos pesquisadores adotaram, até agora.

## Biografia
Guglielma (Blažena Premysl) era uma princesa da Boêmia filha do rei Otacar I e sua segunda esposa Constança da Hungria, era irmã de Santa Agnes da Boêmia, sua irmã caçula e correspondia-se com Clara de Assis. O outro nome com que era chamada, ‘’Beatriz’’ (Beatrice) é uma transcrição Checa de seu ex-nome "Felix" (česky Blažena). Ela chegou a Milão em 1260 / 1262, acompanhada de um filho, tornara-se uma oblata (leiga) no mosteiro Cisterciense da Abadia de Claraval de Milão e, graças à sua crescente reputação como curandeira, logo criou um movimento religioso, chamado de Guglielmitas, do qual participaram muitas mulheres e alguns membros da aristocracia milanesa, dentre os quais o próprio Galeazzo I Visconti. Ela tinha a habilidade de curar várias doenças e, segundo o testemunho próprio, ela se descrevia como uma reencarnação do Espírito Santo. Ela gozou de algum sucesso entre os Umiliatas, onde anunciara o fim dos tempos e proclamava a mulher como um sinal de salvação para o mundo.
Ela faleceu em 24 de agosto de 1281 e foi enterrada no cemitério paroquial da igreja São Pedro all'Orto, em Milão. No final de outubro ou início de novembro de 1281 seu corpo foi exumado, colocado em um preciosos e decorado caixão para ser, novamente, enterrado. Em seguida, a cerimônia de transferência solene teve lugar em Milão, no o mosteiro cisterciense de Santa Maria Madalena na Abadia de Claraval, sendo enterrado no cemitério da abadia, e após sua morte os monges e monjas de Santa Catarina propuseram a sua consagração. Sua sepultura (uma cela monástica) tornou-se um local de peregrinação e um lugar de reunião dos fieis e culto frequentado por seguidores e devotos e ali foi dedicado um altar a ela. Os cultos eram conduzidos por um grupo de seguidores, dentre os quais e mais proeminentes estava Maifreda de Pirovano (da Casa de Visconti), uma freira Umiliata de Biassono e Andrea Saramita, este último, teólogo da seita, e que afirmava que se haviam cumprido as previsões de Joaquim de Fiore, que dizia que a encarnação do Espírito Santo seria em corpo feminino e que esta mulher, como Alta Sacerdotisa,  estaria destinada a reconduzir a Igreja, segundo o conceito da Apocatástase, onde todos, incluindo judeus e muçulmanos, seriam salvos... Um mês após o funeral, seu corpo foi retirado novamente do caixão, despido e lavado com água e vinho. O líquido foi coletado em um recipiente e entregue à irmã Maifreda. Em seguida, o corpo foi vestido com uma camisa e roupa escapular novos e, em seguida, depositado no caixão. O Escapulário é um pano retangular com um pescoço no meio, que é usado pelos monges – pesa a hipótese de que  hábito usado pelos terciários de Cister, foram baseados nestas roupas.
Por solicitação, e graças  a consideração e devoção popular, o culto promovido e a veneração como santa, havia a pretensão de que ela fosse considerada como santa.

## Os seguidores
De seus discípulos, dentre os muitos registrados no mailändischen (Livro dos minutos da Inquisição), do notário Beltramus Salvagnius, se pode creditar a família Saramita, mãe, irmã e filha de Andrea; o médico Giacomo de Ferno e o filho Beltrano, a viúva Sibilla Malconzato e seu filho Franceschino; Bellacara Carentano, o filho, três filhas, e a empregada; os irmãos e Francesco e Ottorino de Garbagnate; o casal, Stefano e Adelina Crimella; as irmãs e Pietra e Catella de Oldegardi e a empregada Taria, cuja indicação a tornaria cardeal da futura igreja, ou da igreja reformada. Mesmo entre os dissidentes políticos, como a família Carentano que apoiavam os Della Torre, e os Garbagnate. Aliados dos Visconti, estavam empenhados na mesma facção religiosa.

### A doutrina
A concernência dos fatos e do envolvimento dogmático ou sectário, encontrou embasamento nos escritos do teólogo Joaquim de Fiori, que encontrava em Andrea Saramita um fervoroso defensor e que registrou na seu Livro da Concordia do Novo e Antigo Testamentos, escrito por volta de 1180, o seguinte:

A primeira era foi a do conhecimento, o segundo a da sabedoria, o terceiro será o da inteligência integral. A primeira era a obediência servil, a servidão segunda filial, o terceiro será a liberdade. A primeira foi a provação; a segunda ação, o terceiro será contemplação. O primeiro foi o medo, a fé segundo, o terceiro será o amor. A primeira foi a idade dos escravos, o segundo que o de filhos, o terceiro será o de amigos. A primeira foi a idade dos velhos, o segundo dos jovens, o terceiro será o de crianças. A primeira passou no flash das estrelas, o segundo foi o aurorea, o terceiro será um dia cheio. O primeiro foi o inverno, o segundo foi o início da primavera, o terceiro será o verão. O urtigas levou pela primeira vez, o segundo um rosas, o terceiro vai levar lillies. O primeiro desde ervas, o segundo um espigas, ea terceira irá fornecer trigo. O primeiro desde a água, o segundo vinho, o terceiro vai fornecer petróleo. O primeiro está relacionado com Septuagesima, o segundo para Quadragesima, o terceiro será relacionado para a Páscoa. Assim, a primeira idade estava relacionada com o pai, que é o autor de todas as coisas, a segunda ao Filho, que se dignou a investir o nosso [mortal] argila, o terceiro será a era do Espírito Santo, de que o apóstolo disse , "Lá onde o espírito do Senhor, aí há liberdade".

Um aspecto geral sobre o que representou o movimento religioso, e cuja identificação foi posteriormente endossada por outros historiadores, a exemplo de Michael Dummett, pode ser apreendido de Gertrude Moakley, que no livro "O Tarot Cards Painted by Bonifacio Bembo", escreveu o seguinte:

“Seu líder, Guglielma da Boêmia, morreu em Milão em 1281. O mais entusiasmado de seus seguidores acreditavam que ela era a encarnação do Espírito Santo, enviado para inaugurar a nova era do Espírito profetizado por Joaquim de Flora. Eles acreditavam que Guglielma voltaria à Terra na Festa de Pentecostes no ano de 1300, e que o Papado dominado pelos homens, passaria, cedendo a uma linha de papas do sexo feminino. Em preparação para este evento, foi eleita a Irmã Manfreda como a primeira das Popesses, e várias famílias abastadas da Lombardia, ofertaram os vasos sagrados, esperando que ela os usasse quando se apresentasse em Roma, na Igreja de Santa Maria Maggiore. Naturalmente, a Inquisição exterminou essa nova seita, e a "Papisa", foi queimada na fogueira, no Outono de 1300. Mais tarde, a Inquisição abriu um processo contra Matteo Visconti, primeiro duque de Milão, por suas conexões, ainda que leves, com a seita.”

#### Guilhermitas
Os "guglielmiten" - chamados de guilhermitas - eram seguidores de Guglielma, mulheres e homens de Milão que  passaram a crer que ela era como uma encarnação feminina do Espírito Santo e desenvolveram um culto cuja hierarquia era predominantemente feminina. Sua popularidade fez crescer o interesse pela canonização de Guglielma, mas o culto que dela fizeram os seus discípulos chamou a atenção dos inquisidores dominicanos.
O fato é que Guglielma colheu simpatizantes e seguidores dentre a aristocracia milanesa e entre os umiliatas. Estes últimos trajavam o hábito marrom dos monges franciscanos e constituíam uma associação de fieis autodenominados "humilhados". Entre eles se encontrava a mais devota de suas seguidoras (além do teólogo Andrea Saramita), a nobre e aristocrata Maifreda de Pirovano.
Dentre os preceitos da seita estava a doutrina que (não se sabe se dito pela própria Guglielma ou não) previa o final dos tempos, cujo acontecimento seria precedido pelo retorno de Guglielma (o Espírito Santo na forma feminina). Afirmava-se também que Guglielma exibia estigmas e possuía o dom de curar. Ela morreu em 1282, foi enterrada no cemitério cisterciense de Claraval e ao redor de sua tumba se levantou uma capela com altar e sua a imagem; e a partir daí se iniciou uma devoção, cujas festividades eram: o dia do aniversário de sua morte (dies natales); o dia de traslado de seu corpo; o dia de Pentecostes (festa do Espírito Santo), quando se entoavam hinos e recitavam-se litanias sob a luz de lamparinas.
Dentre os templos ou locais de encontro estavam a ermida de Santa Maria Madalena, em Montepescali, uma pequena cidade no sul da Toscana, parte da comuna de Grosseto, o mosteiro de Biassono (temporariamente) e a abadia de Claraval.

### Fundamentos
Os grandes princípios da doutrina Guglielmita, constavam do processo inquisitorial datado de 1300 e foram enunciados pelo estudioso Pietro Giovanni Puricelli, no século XVII, e são os seguintes:
- I - Vilemína é o espírito que se fez carne no sexo feminino;
- II - Como o Arcanjo Gabriel anunciou à Virgem Maria, a Encarnação da Palavra, o Arcanjo Rafael, proclamou à Constance, a Rainha da Bohemia, a encarnação do Espírito Santo;
- III - Vilemína era verdadeiramente Deus e homem (homo) em uma mulher, como Cristo é verdadeiro Deus e verdadeiro homem (homo) no sexo masculino foi;
- IV - Com o advento de Vilemína o Espírito Santo e, portanto, um ser divino, é superior à Virgem Maria e aos outros santos;
- V - Assim como Cristo sofreu e morreu como homem, assim também Vilemína morreu de acordo com sua formação humana, não divina em sua natureza;
- VI - Como foi em Cristo, também em Vilemína cinco estigmas surgiram em seu corpo;
- VII - Assim como Cristo ressuscitou corporalmente, dirigiu na presença dos seus discípulos no céu, e no dia de Pentecostes o Espírito Santo em línguas de fogo enviado para eles, Vilemína ressuscitou antes do julgamento com seu corpo feminino, na presença de seus discípulos, amigos e crentes para subir ao céu e voltar a eles em línguas de fogo. Em seguida, todos eles serão os seus apóstolos;
- VIII - Como Cristo, deixou ao apóstolo Pedro como seu representante na terra, a sua igreja, e deu as chaves do reino dos céus, assim também deixou Vilemína a irmã Mayfreda da ordem Umiliata como seu representante na terra;
- IX - Como o Apóstolo Pedro pregou e celebrou em Jerusalém, assim será Vilemína, através de sua representante Mayfreda, para pregar em Milão e depois em Roma em comemorações e feiras, onde ficará então com a Santa Sé. Como Cristo também Vilemína é com seus discípulos e apóstolos;
- X - A Irmã Mayfreda é uma verdade a "Papessa" e têm a autoridade de um verdadeiro papa, porque Mayfreda é ela mesma o Espírito Santo na forma de uma mulher, o seu representante na forma de uma mulher. O papa e o papado e a Cúria, deverão entregar a sua autoridade à irmã Mayfreda, que irá batizar a judeus, muçulmanos e todos os outros povos fora da Igreja Romana;
- XI - Os Evangelhos atuais, bem como os ensinamentos neles contidos serão substituídos pelos Quatro Evangelhos de Vilemína, a quem Mayfreda por seu arbítrio escolher para escrever, e assim tomar de vez, pacifica e permanentemente à Sé Apostólica, em Roma;
- XII - Vilemína já está ressuscitada, aderiu à carne como de sua vontade, é o Cristo ressuscitado, e como assim sendo ficou onde lhe parecesse melhor. E como Cristo apareceu à Maria Madalena antes de sua ascensão, assim também Vilemína aparece aos seus discípulos de vez em quando;
- XIII - A expropriação do pecado, obtido por uma peregrinação ao túmulo de Vilemína em Chiaravalle, corresponde ao obtido anteriormente por uma peregrinação até o túmulo de Cristo em Jerusalém;
- XIV - Como os apóstolos de Cristo sofreram por amor a ele, irão sofrer por Vilemína, e como Judas traiu Jesus Cristo, entregando-o aos judeus, incluindo alguns simpatizantes, os companheiros de Vilemína serão entregues à Inquisição.

De acordo com. Há de se observar que Puricelli transcreve a doutrina ortodoxa dos Guglielmitas, desconsiderando a fé de seus fiéis, adeptos ou seguidores, não limitando-os à lista de suas crenças heréticas. Deve ser enfatizado que Puricelli omitiu da origem da fé e da doutrina dos Guglielmitas a doutrina de Guglielma, como coisas distintas, sequer enunciando o fato de que ela tinha despertado, nas pessoas que a conheceram, a ideia de uma relação direta entre Deus e o do sexo feminino e razão para esta compreensão, ofereceu às pessoas a possibilidade de crerem na dualidade de um corpo de dois sexos, e que assim foi endeusado por sua encarnação nesta dualidade. 

## A condenação
De posse do conhecimento do culto que era feito à memória de Guglielma, em 1284, o igreja nomeou os inquisidores Guido de Cochenato e Ranieri de Pirovano, os se incumbiram de instruir o processo de julgamento dos hereges. Ao que se seguiu foram interrogados alguns dos membros da seita, os quais, após confissão, se retrataram.
Os interrogadores chegaram à Milão no início de 1300 com a  tarefa de, conforme a Decretal de Bonifácio VIII, extirpar a heresia, enviar relatórios e, sempre que possível, reconduzir os hereges para o caminho certo. Já a partir de 09 de setembro de 1300, com as mudanças na fórmula imbreviature relativa aos processos da inquisição, os inquisidores tratam de remover definitivamente o objeto de adoração dos seguidores da seita, ou seja, os restos mortais da Santa, assim, naquele dia, Guglielma não mais "sepulta est" em Clairvaux, mas "sepulta erat apud monasterium Claravalis". Muito provavelmente seus restos mortais foram queimados juntamente com as imagens e tudo acerca de si. Os interrogatórios de testemunhas e acusados de heresia e todo o processo relativo aos seguidores e devotos de "Santa" Guglielma, consta dos onze "imbreviature", de Bertrand Salvagno, o notário, que a tudo registrou formalmente.

### Os acusados
Os membros da ordem, forma enunciados pelo tabelião da cidade de Milão Beltramus Salvagnius, - Portanova acrescentou, perante os inquisidores Guidonus Cochenato, Raynerius Pirovano, Varena Nicolao, Leonardo Bergamo, Nicolaus Cumanus, Albertonus Corbella e Leonardus Pergamensis, irmãos da Ordem Dominicana:
Agnese Montinarius, Albertone Novar, Alegrantia Perusius, Alessandro, Amizone, Toscanus, Andrew Saramita, Antonia Ferno, Aydelina Crimella, Bellacara Carentano, Beltrame Ferno, Beltrame Malcolzatus, Beltraminus Massallia, Bianca Cerliano, Bonacossa Maresco, Bonadeo Ser Carentano, Bononia Montinarius, Cara Novazzano, Carabella Toscanus, Carmeo da Crema, Catella Oldegardi, Cotta Danisius, Dionese Novartis, Felicino Carentano, Feliciono Ferno, Felis Cassata, Fiordebellina Saramita, Fiore Perazollo, Flores Lova, Franceschinus Malcolzatus, Francischus Garbagniate, Frater Pietro, Galeazzo Visconti, Giacomo Carentano, Giovanna Carentano, Girardo Novazzano, Graziadeo porque Operno, Guillelmus Cutix, Jacoba Bassani, Jacoba Coppa, Jacoba Ferno, Jacobus Ferno, Johana Massallia, Johanes Perusius, Lombardo de Benevento, Marchisio Secco, Marchisio Veddano, Marchisius SICUS, Marco Strabono, Margarita Novate, Maxinus Massallia, Mayfreda Pirovano, Meliore Saramita, Meliore, Miranus Garbagniate, Ottorino Garbagniate, Paraclitolo Ferno, Petra Garbagniate, Petra Oldegardi, Ricadona Saramita, Rugerius Demianus, Rugerius Lova, Sibilia Malcolzatus, Simonino Colleoni, Stephen Crimella, Symoninus Montenarius, Taria Pontario, Torriani,
O processo concluiu formalmente com 33 (trinta e três) dos discípulos (o total era de 68, registrados pelo notário Beltramus Salvagnius), a maioria oriundos de famílias notáveis de Milão, indiciados pela Inquisição. Quanto aos seguidores, a irmã Giacoma, teve uma condenação evidente a partir do "Consilium", aprovado por unanimidade pelos inquisidores presentes (e que eram Guido de Cochenato, Ranieri de Pirovano, Nicolau de Varena, Leonardo de Bergamo, Nicolau de Cumano, Alberto de Corbella e Leonardo de Pérgamo, todos da  Ordem Dominicana), seguindo o ato, segundo o qual, a mulher considerada herética, o seja por uma recaída ou recorrência, deverá ela ser confiada ao "iuditium secular" para a execução da pena capital. Quanto ao teólogo Andrea Saramita, também considerado herege, fora provavelmente entregue igualmente ao braço secular da lei, para ser levado à fogueira, já que nos registros nos ‘’imbreviature’’, nada consta. O mesmo fim teve Maifreda de Pirovano, (da Casa de Visconti), uma Umiliata, prima do visconde de Milão Mateus I Visconti  (pai de Galleazzo I, também ingresso na seita, porém inocentado) e que havia sido proclamada, pelos adeptos da seita, como uma Papisa, e que, ao mesmo tempo havia (conforme acusação) nomeado cardeal-mulheres,  distribuir a Eucaristia e dirigir uma missa no Domingo de Páscoa do ano de 1300. A seita também era acusada de pregar um novo Evangelho.
O tribunal da Santa Inquisição foi instalado em abril de 1300 e concluiu seus trabalhos em setembro do mesmo ano. Politicamente teve graves repercussões já que pesou contra Mateus I de Visconti, senhor de Milão a acusação de fazer parte da seita, assim como o filho deste, Galeazzo I. As querelas entre o papado e Mateus I se estenderiam pelos anos seguintes. Outro agravante fora a descendência de Maifreda, a família Pirovano (originária da cidade de Invorio), que havia dado à Sé de Milão três bispos: Umberto I de Pirovano (1146-1166), Algisio de Pirovano (1176-1182), Umberto IV de Pirovano (1206-1211) e esteve ligada à família Visconti diretamente através dos casamentos de Umberto Visconti, senhor de Massimo (c.1170-1026) com Bertha de Pirovano (c. 1170) e o filhos dos dois Obizzo Visconti, casado com Florina Mandelli, foram pais de Teobaldo Visconti que por sua vez se casou com outra integrante da casa de Pirovano, Anastácia de Pirovano, irmã de Morandi de Pirovano, pai de Maifreda.

### Periculoso
Periculoso (cuja tradução do latim é perigoso) foi um decretal papal de Bonifácio VIII, emitida em 1298, que exigia o cativeiro para freiras católicas ou as Beguinas. Este documento é muitas vezes erroneamente referido como uma bula papal e segundo interpretação de Elizabeth Makowski, ele foi uma tentativa de proteger as freiras de si mesmas; para diminuir, se não remover completamente, as tentações mundanas". Segundo ainda Makowski, Periculoso foi um meio que encontrou a Sé Romana, de "controlar a religiosidade feminina" em face de movimentos insurgentes como os Guglielmitas, essencialmente um movimento feminino e que tinha começado a desafiar a autoridade, ou, mais especificamente, a supremacia papal.

## Influência
Para erradicar o culto, os inquisidores, a seguir, desmantelaram o túmulo de Guglielma, destruíram suas imagens e os textos de seus seguidores, queimaram seu corpo exumado e espalharam as cinzas, condenando radicalmente a sua memória. No entanto, parece que o culto popular da santa permaneceu vivo em algumas partes da Itália, porque ainda encontrou-se traços e vestígios dele, posteriormente em Brunate.
Esta heresia medieval partiu de um movimento maior do cristianismo europeu que envolvia as correntes do Espírito Livre, (como o caso de Margarida Porete, acusada de heresia) ou Beguinas às vezes identificado como uma aspiração das mulheres para o sacerdócio, mas que fora, em qualquer caso, um movimento originado do pensamento reformista por causa do laicato e fora um movimento de mulheres  e "que surgiu com as características de uma filosofia prática, na sociedade cristã, que despontava para novas fronteiras correspondentes ao espírito de liberdade e e para a readaptação em centros urbanos organizados."
O espírito livre viria assim a promover suas influencias dentro da igreja, como era o caso de Mestre Eckhart e dos teólogos da chamada Escola Renana, que teve entre seus principais representantes as freiras Beguinas, Hildegard von Bingen (1099-1179), Hadewijch de Antuérpia (1220-1260), Gertrudes de Helfta (1256-1302) e Matilde de Magdeburgo (1242-1299), e entre os dominicanos tomistas, Teodorico de Freiberg, desenvolveu-se completamente com Mestre Eckhart (1260-1328) (já citado) e o beato Jan van Ruysbroeck (1293-1381), Henrique Suso  (1295-1366), Johann Tauler (1300-1361) e Rulman Merswin (1307-1382).
Tempos mais tarde na mesma sepultura, onde fora enterrada Guglielma, foi enterrado o banqueiro Raffaele Mattioli, presidente do Banco Comercial italiano.

## Quanto às fontes
A única fonte escrita e relativamente segura vem dos relatórios constantes dos Arquivos milanses da Inquisição e os obtidos através dos escritos do Impreviaturbuch (incompleto) e do mailändischen (livro dos minutos da Inquisição) do notário Beltramus Salvagnius. Sendo que no (livro dos minutos da Inquisição), são transcritos em forma confiável os dados obtidos. Lá estão expressos e relatado minuciosamente o processo e os minutos, além de constar os métodos empregados e as indicações a eles concernentes. (livro dos minutos da Inquisição)
No século XVI um monge da ordem Cartuxo, Matteo Valerio, encontrou em uma loja algumas folhas de pergaminho, contendo descrições em latim e que eram utilizados como embrulho de mercadorias, imdiatamente ele os comprou. Tratava-se dos registros efetuados pelo notário Salvagnius Beltramus que não estavam totalmente intactos. Os arquivos do notário, segundo Manfredo de Cera, não sobreviveram até os dias de hoje (foram queimados em Milão no ano de 1788).
Michele Caffi especulara que ela poderia ter sido uma freira que pecou (isto é, engravidou-se e foi mãe) e, portanto, fugiu incógnita para Milão. A ideia dos Guglielmitas era a de que a renovação da comunidade cristã viria do sexo feminino na pessoa de Guglielma. Como Cristo admoestou seus discípulos na última Ceia, a amar e servir uns aos outros, assim Guglielma dizia a seus discípulos para se libertarem das convenções sociais e para conectarem-se ao amor e ao respeito mútuo. A extraordinária visão de uma encarnação de Deus em uma pessoa do sexo feminino, espalhou-se ainda quando Guglielma estava viva. Ela ensinava a seus discípulos que somos todos um só corpo e que todos somos o corpo de Cristo, ou seja, o Espírito Santo. E que, consequentemente, a redenção através do sacrifício de Cristo tinha sido ultrapassada. Ela disse que "a partir de 1262 foi oferecido não só o corpo de Cristo na Missa como anteriormente mas, ao mesmo tempo, também o corpo do Espírito Santo, que era em si mesma Guglielma". Esta doutrina era por si a doutrina da redenção dos incrédulos, juntamente com a ideia de que com o aparecimento recente de Deus nas mulheres, o plano de salvação da humanidade seria finalmente conhecido na íntegra.
Sobre a origem certamente de Guglielma, se concebe da primeira pergunta efetuada pelos inquisidores a Andrea Saramita: “se ele tinha conhecido Guglielma em sua vida.”, da resposta afirmativa, eles perguntam; "se ele sabia ou tinha ouvido falar de onde Guglielma provinha”. Ele responde que ela era filha do falecido rei da Boêmia. Outra pergunta é se ele tinha procurado avergiguar a verdade sobre a origem dela, ele respondeu que sim e que tinha ido até a Boêmia, onde o rei já era morto.” Esta série de afirmações foi presenciada pelo pároco Mirano de Garbagnate, e que fora companheiro de Saramita na viagem até Praga. Em fevereiro de 1302, após a cacinação dos restos mortais de Guglielma, outro investigado Marchisio Secco, respondeu que ela "tinha sido uma mulher de bom nascimento, e emendou que ela era uma irmã do rei da Boêmia."
Seguindo a linhagem histórica dos reis da Boêmia, da dinastia Premysl, não são encontrados registros de batismo que atestem a descendência de Guglielma, ou por ser ela uma princesa, algum registro de casamento (já que teve um filho), pesa por isso a hipótese de que ela tenha sido uma filha ilegítima De fato Otacar teve uma vida marital um tanto confusa ou obscura, tanto que em tendo recusa do papa em aprovar sua união irregular com Adele de Meissen, ele a deserdou junto com toda a prole. Isto justificaria a possibilidade de Guglielma ser uma filha bastarda do rei.
Por outro lado, outros rumores históricos colocam a origem de Guglielma na Inglaterra, onde, segundos os Anais de Colmar no ano anterior (a 1301) veio da Inglaterra uma virgem muito bonita, tão eloqüente quanto justa, dizendo que ela era o Espírito Santo em pessoa, encarnado, para a redenção das mulheres, e ela batizava em nome das mulheres do Pai e do Filho, e de si mesma. Após a morte ela foi levada para Milão e queimado lá.". Uma lenda do século XV, a respeito de Santa Guglielma, a coloca como esposa de um rei húngaro e filha do rei inglês, a única referencia de case é a negociação promovida por Otacar I em casar sua filha Agnes com o rei da inglaterra Henrique III, em 1227. O que se sabe é que foi por ocasião de seu casamento que ela mudou o nome de batismo “Blazena” (tcheco) ou “Felícia” (Italiano)” para Guglielma ou o equivalente.
Mas a se creditar como sendo de fato a sua origem como da Boêmia e começando com Otacar I (1198-1230), pai Guglielma, Venceslau I (1230-1253), irmão desta e o sobrinho da mesma Otacar II (1253-1278), até o interregno de 1283.  Saramita Andrea, esteve em praga lá pelos idos de 1282, provavelmente, e por isso havia encontrado o rei já morto. O motivo da viagem seria de certo para reportar à família real da morte de Guglielma. A família real por certo tinha uma inclinação para a religiosidade já que Gugliemla, era irmã de Santa Inês de Praga ( 1282), uma abadessa franciscana, , prima de Santa Isabel da Hungria e aparentada com Margarida da Dinamarca, esposa do rei Valdemar II da Dinamarca e reverenciada como santa pelo seu povo.
Estima-se que ela tenha nascido no dia de Pentecostes do ano de 1210. que tenha vindo para Milão em sua meia idade e que tenha levado uma "vida comum", vestindo um simples hábito marrom, adotado também por seus seguidores. Ela adquiriu uma propriedade em Claraval, no bairro de Porta Nuova, onde teria vivido até sua morte. Pouco é sabido sobre sua doutrina, a não ser sua prática de vida.
Já outro autor, Nigel Cawthorn, em seu livro "A Vida Sexual dos Papas", pgs 80 e 81, em referência ao caso diz o seguinte:

"...Ela era rica e devota e, rapidamente ganhou reputação como pregadora. Morreu em 1281 e foi enterrada em uma casa cisterciense em Clairvaux. Logo um culto se formou em torno de suas reliquias. Alguns de seus seguidores eram fanáticos. Acreditavam que que Guglielma havia sido a encarnação do Espirito Santo e que poderia retornar em 1300, depor do trono papa o corrupto papa Bonifácio VIII (1294-1303) e instalar em seu lugar uma jovem de Milão chamada Maifreda di Pirovano.
Com seus discípulos, Maifreda começou a preparar-se para seu pontificado. Eles planejaram um novo colégio de cardeais que seria composto quase que exclusivamente de mulheres. Bonifácio e a Inquisição agiram rapidamente, e Maifreda e seus guglielmitas foram queimados na fogueira. Alguns afirmaram que Guglielma e Maifreda teriam dado origem à história do papa Joana. Esta, no entanto, foi registrada antes, mas pode perfeitamente ter inspirado os guglielmitas. pg 80 e 81..."

Outra questão controversa gira em relação aos guglielmistas ou guglielmismo, a saber se fora apenas uma questão devocional restrita a pessoa do personagem central e reduzida à esfera da crença popular ou se por outro lado houve implicações sociais significativas ou teológicas a serem consideradas. Além disso, devido à rara menção de sua existência, e até mesmo da inobservância de sua pessoa no ambiente cultural da época, alguns historiadores questionam a existência real de Guglielma. Dúvidas sobre a identidade da pessoa mencionada no(s) arquivo(s) Premislida e identificada como a mesma Guglielma, um membro da família real, foram levantadas, no ambiente histórico do século XIX (Žemlička Joseph).

### As lendas

#### Lenda primeira
O milanês Bernardino Corio em 1503 contou uma uma história de que no ano de 1300, uma mulher herética chamada Guglielma viveu e agiu de um modo piedoso e santo. Ela morava com um certo Andrea Saramita e sob o manto de uma fingida benevolência atuava em duas "Sinagoga" subterrâneas nas quais eles se reuniam à noite, entre eles estavam mulheres jovens, casadas e viúvas e que, sob a orientação de Guglielma, todos se vestiam, como se fossem padres e usavam a tonsura. A estes encontros noturnos também se juntaram jovens e adultos, todos vestidos como sacerdotes. Mulheres e homens começaram suas reuniões com uma oração diante de um altar. Então ela gritava: "Juntos nós nos unimos, somos" e o ambiente a seguir ficava às escuras. A isto se seguia uma orgia sexual, a "profanação em segredo". Isto é como Corio o coloca.

#### Lenda segunda
No Colmarienses Annales Maiores do ano 1301, o Cronista Dominicano de Colmar, atesta que no  ano anterior (o ano precedente), então 1300 surgiu  "uma jovem muito digna e igualmente eloquente da Inglaterra [e] identificou com o Espírito Santo que aceitaram a redenção pela carne de uma mulher. E chamou as mulheres em nome do Pai, do Filho e em seu próprio nome. Após sua morte ela foi levada para Milão e, em seguida, queimada, suas cinzas mantidas pelo irmão de João (João de Wissenburc) da Ordem dos Pregadores"  (ver) e (ver também. A questão gira em torno de uma mulher inglesa ou na inglaterra no ano de 1300, a configuração do tempo para 1300/1301, não está evidente, ainda mais porque, em sendo o caso, os Anais do estado de Milão (mortua ducta in Mediolanum), atestam que o corpo de Guglielma tinha sido levado de Milão. Então deve ser considerado duvidoso que realmente se trate de sua pessoa, especialmente porque os Anais de Comar, foram criados depois que os eventos foram documentados.
Além disso a irmã Maifreda figura em outras duas lendas que não estão disponíveis. Luisa Muraro acredita que ambos, os Viscontis de Milão e os dominicanos tiveram as suas razões para omitir o papel de Maifreda.
Recentemente, tornou-se um dos personagens do romance histórico Criança de Apulia da escritora Ludmila Vaňková.